# Fortalesa Kastel
Kastel és una fortalesa localitzada en Banja Luka, Bosnia i Hercegovina. És una construcció d'origen medieval però situada sobre fortificacions anteriors, d'origen romà i anterior. Les muralles daten del segle xvi. Es troba en un bon estat de conservació, sent una de les principals atraccions de la ciutat de Banja Luka, situada a la vora esquerra del riu Vrbas, propera al centre de la ciutat.